# Will the Real Martian Please Stand Up?
Will the Real Martian Please Stand Up? este episodul 64 al serialului american Zona crepusculară. A fost difuzat pe 26 mai 1961 pe CBS.

## Prezentare

### Introducere
| “ | O noapte rece de iarnă, în prezent. Ordinea întâmplărilor: un apel telefonic din partea unei femei cuprinse de spaimă care anunță sosirea unui obiect zburător neidentificat, apoi verificările la care tocmai ați fost martori, cu doi agenți de poliție examinând cazul - însă fără nimic în plus pe lângă cele câteva urme care duceau peste autostradă la un restaurant. Ați auzit de căutarea unui ac în carul cu fân? Păi, rămâneți cu noi și veți fi parte a unei echipe de investigatori, a cărei misiune nu este să găsească acul proverbial, aceștia au o sarcină mult mai dificilă. Trebuie să găsească un marțian într-un restaurant și din moment în moment veți căuta alături de aceștia, deoarece tocmai ați aterizat - în Zona crepusculară. | ” |

### Intriga
În timp ce investighează un posibil OZN, polițiștii Dan Perry și Bill Padgett descoperă că o aeronavă s-a prăbușit într-un iaz înghețat, iar pilotul acesteia a fugit într-un restaurant din apropiere numit Hi-Way Cafe. La sosire, agenții găsesc un autobuz parcat în fața clădirii. În restaurant, se află bucătarul Haley, șoferul de autobuz Olmstead și pasagerii săi: Connie și George Prince, un cuplu proaspăt căsătorit; Rose și Peter Kramer, un cuplu în vârstă; Ethel McConnell, o dansatoare profesionistă; Avery, un bătrân grosolan și un om de afaceri ciudat pe nume Ross.
Soldații precizează că un extraterestru se află printre ei și le cere tuturor să prezinte acte de identitate. După ce s-a prezentat, Olmstead susține că a fost obligat de viscol să oprească la restaurant, iar poleiul de pe deal îl împiedică să se întoarcă la destinația anterioară. Când află că podul următor este închis, agenții de poliție le spun pasagerilor că vor fi nevoiți să aștepte până dimineață pentru o inspecție coordonată de inginerul comitatului. Olmstead susține că șase pasageri au călătorit cu autobuzul său, însă polițiștii indică șapte clienți. Haley menționează că restaurantul era gol înainte să ajungă autobuzul și că ei erau singurii clienți pe care i-a avut în ultimele ore.
În urma unei dezbateri inițiale, Ethel sugerează că, din moment ce cuplurile se cunosc, nu ar trebui să fie pe lista suspecților. Ambele cupluri sunt de acord, dar încep să se suspecteze reciproc. Polițiștii îi cer actul de identitate lui Ethel, dar aceasta declară a fost lăsat în bagaj. Olmstead confirmă că a fost unul dintre călători. În timp ce Avery se amuză de situație și Ross se plânge de faptul că întârzie la o întâlnire importantă, tensiunea crește și suspiciunile se confirmă: unul dintre cei prezenți este extraterestru din moment ce tonomatul pornește și se oprește singur, iar dozatorul de zahăr explodează. Totuși, polițiștii sunt contactați telefonic de inginer, care le spune că pot să treacă podul în siguranță. Olmstead este îngrijorat de starea podului, dar agenții îl liniștesc și toți cei prezenți pleacă după ce își achită nota de plată.
Ceva mai târziu, spre surprinderea lui Haley, Ross se întoarce de unul singur în restaurant și îi spune că podul s-a prăbușit. Toți s-au înecat în râu, el fiind unicul supraviețuitor. Când Haley îl întreabă cum a reușit să scape, acesta dezvăluie un al treilea braț și spune că atât tonomatul, cât și apelul telefonic au fost iluzii. De asemenea, spune că se află într-o misiune de recunoaștere, fiind trimis înaintea flotei marțiene pentru a se asigura că Pământul este pregătit de colonizare. Cu toate acestea, Haley dezvăluie că și el este extraterestru, având un ochi în mijlocul frunții ascuns de șapca sa, dar din Venus. Acesta îi aduce la cunoștință lui Ross că flota marțiană a fost interceptată de rasa sa, iar coloniștii care vor ajunge în scurt timp vor fi venusieni.

### Concluzie
| “ | O întâmplare pe o mică insulă, de crezut sau de pus la îndoială. Totuși, dacă un dandy neprietenos pe nume Ross sau un barman binevoitor care mânuiește o spatulă de parcă s-ar fi născut cu una în gură - dacă oricare dintre aceste două entități ajung pe proprietatea voastră, ar trebui să le țineți mâinile - toate trei - sau să le verificați culoarea ochilor - pe toți trei. Gentilomii în cauză ar putea să te tragă în Zona crepusculară. | ” |